# Futurikon
Futurikon è una casa di produzione francese con sede a Parigi; si occupa di produrre e distribuire serie televisive d'animazione, documentari e film.
si occupa di produrre e distribuire serie televisive d'animazione, documentari, e film. L'azienda viene fondata nel 1996 da Philippe Delarue, attuale CEO e produttore esecutivo.

## Produzioni

### Documentari
- Ce-konsa-la-vi - 52 minuti, 1999.
- Terra magica - 72 minuti, 2006.

### Film
- Chasseurs de Dragons - Le film! (o anche: Dragons Hunters - The Feature Film) - lungometraggio di 80 minuti in animazione 3d, 2008.
- Minuscule - La valle delle formiche perdute (Minuscule - La vallée des fourmis perdues) film di 82 minuti in animazione, 2014 sceneggiato e diretto da Thomas Szabo e Hélène Giraud.

### Serie televisive di animazione
- Malo Korrigan et les Traceurs de l'Espace - 26 episodi di 24 minuti, 1999.
- Fly Tales - 65 corti di 5 minuti, 1999.
- Kaput & Zösky - 78 corti da 7 minuti e 30 secondi, o 26 episodi di 24 minuti, 2002. Serie basata sui fumetti di: Lewis Trondheim
- Minuscule - 78 corti di 6 minuti, 2004.
- Cacciatori di draghi - 52 episodi di 24 minuti, 2004.
- Flatmania - 52 episodi di 13 minuti, 2004.
- The Ugly Duckling & Me - 26 episodi di 24 minuti, 2006. Serie basata su racconti di: Hans Christian Andersen.
- Gloria, Wilma & Me - 26 episodi di 24 minuti, 2006.
- I minipaladini (Les Minijusticiers)
- Willa's Wild Life - 26 episodi di 24 minuti, 2008.
- Captain Biceps - 78 episodi di 8 minuti, 2010. Serie basata sui fumetti di Tébo e Zep

#### Serie animate in produzione
- The Miniavengers - 78 corti da 8 minuti, o 26 episodi di 24 minuti. Serie basata sui libri di: Zep e Hélène Bruller.
- Nävis - 52 episodi di 12 minuti. Serie basata sui fumetti di: Jean-David Morvan e Philippe Buchet.
- Lucy on the Moon